# Hannah Cheesman
Hannah Cheesman (Toronto, 6 ottobre 1984) è un'attrice e sceneggiatrice canadese, nota per aver interpretato la cyborg Airiam nella serie televisiva Star Trek: Discovery.

## Biografia
Hannah Cheeseman inizia la propria carriera interpretando numerosi cortometraggi e lungometraggi, tra i quali il film indipendente low-budget diretto da Ingrid Veninger, The Animal Project, proiettato in anteprima al Toronto International Film Festival del 2013.
Nel 2014 Hannah Cheesman scrive, produce e interpreta la serie acclamata dalla critica Whatever, Linda. Per il suo lavoro nella serie ha ricevuto diversi riconoscimenti ed è stata candidata al Canadian Screen Award come miglior interpretazione in un programma o serie prodotto per i media digitali e come miglior programma originale o serie prodotto per i media digitali.
Nel 2018 scrive e dirige il cortometraggio Emmy, che viene selezionato per essere proiettato all'Online Short Film Festival del National Screen Institute. Lavora inoltre nella stanza degli sceneggiatori delle due serie televisive Orphan Black e Workin' Moms.
Dal 2019 al 2020 Hannah Cheesman interpreta il tenente comandante Airiam, ufficiale di plancia responsabile del motore a spore a bordo della USS Discovery NCC-1031 nella seconda stagione della serie Star Trek: Discovery, sesta serie live action del franchise di Star Trek. La sua interpretazione viene acclamata da The New York Times che la descrive come "una vera delizia".
Nel 2019 interpreta appare inoltre come guest star nell'episodio della quinta stagione della serie Schitt's Creek, Un sussurro di desiderio (A Whisper of Desire).
Nel 2020 scrive e dirige il cortometraggio Succor, interpretato da Deragh Campbell e Michaela Kurimsky, film che viene proiettato in anteprima al Toronto International Film Festival del 2020. Ottiene diversi riconoscimenti per il suo lavoro come interprete, sceneggiatrice e produttrice della

## Filmografia parziale

### Attrice

#### Cinema
- Daylight Savings, regia di Marc-Andre Miron - cortometraggio (2010)
- La madre (Mama), regia di Andrés Muschietti (2013)
- The Animal Project, regia di Ingrid Veninger (2013)
- Brunch Bitch, regia di Hannah Cheesman - cortometraggio (2014)
- Boxing, regia di Grayson Moore e Aidan Shipley - cortometraggio (2015)
- Star Princess, regia di Nicole Dorsey - cortometraggio (2015)
- Copspeak, regia di Hayden Simpson - cortometraggio (2016)
- The Definites, regia di Hannah Cheesman e Mackenzie Donaldson (2017)
- Volcano, regia di Karen Kicak - cortometraggio (2019)

#### Televisione
- Almost Audrey, regia di Bruce McDonald - film TV (2009)
- Flashpoint - serie TV, episodio 2x19 (2009) - non accreditata
- Indagini ad alta quota (Mayday) - serie TV, episodio 10x01 (2011)
- Originals - serie TV, 7 episodi (2011)
- Stay with Me, regia di Tim Southam - film TV (2011)
- Papillon - serie TV, 15 episodi (2011)
- Defiance - serie TV, episodi 2x05-2x11-2x13 (2014)
- Max and Shred - serie TV, 21 episodi (2014-2016)
- Whatever, Linda - serie TV (2015)
- Anna dai capelli rossi (Anne of Green Gables), regia di John Kent Harrison - film TV (2016)
- I misteri di Murdoch (Murdoch Mysteries) - serie TV, episodio 9x17 (2016)
- Budz - serie TV, episodio 1x04 (2017)
- Schitt's Creek - serie TV, episodio 5x07 (2019)
- Hudson & Rex - serie TV, episodio 2x10 (2019)
- Star Trek: Discovery - serie TV, 12 episodi (2019-2020)
- Frankie Drake Mysteries - serie TV, episodi 3x06-4x08 (2019-2021)
- Meilleur avant, regia di Laura Bergeron - miniserie TV, episodio 1x02 (2020)
- Jann - serie TV, episodio 2x06 (2020)
- The Hot Zone - Area di contagio (The Hot Zone) - serie TV, episodio 2x01 (2021)

### Doppiatrice
- Shaun White Skateboarding - videogioco (2010)

### Produttrice
- Brunch Bitch, regia di Hannah Cheesman - cortometraggio (2014)

### Regista
- Brunch Bitch - cortometraggio (2014)
- Cheese - cortometraggio (2014)
- The Definites, co-diretto con Mackenzie Donaldson (2017)

### Sceneggiatrice
- Cheese, regia di Hannah Cheesman - cortometraggio (2014)
- Whatever, Linda - serie TV (2015)
- Orphan Black - serie TV, 10 episodi (2015)
- Workin' Moms - serie TV, 11 episodi (2018)

## Doppiatrici italiane
Nelle opere di cui è protagonista, Hannah Cheesman è stata doppiata da:
- Mattea Serpelloni in Star Trek: Discovery